# I'm telling you now
I’m telling you now is een single van Freddie & the Dreamers. Het verscheen niet op een elpee uit die tijd. Het nummer werd uitgebracht in 1963, maar haalde pas twee jaar later twee weken de eerste plaats in de Billboard Hot 100. Uiteindelijk zou het elf weken in die lijst staan. Het was een van de vijf singles van Freddie & the Dreamers, die de Amerikaanse top 100 zou halen. Het lied is geschreven door Freddie Garrity (naamgever van de band) en Mitch Murray (bekend van How Do You Do It?).
De B-kant is geschreven door Les Vandyke, ook geen onbekende muziekschrijver.

## Hitnotering
In de VS nummer 1 in 1965; in het Verenigd Koninkrijk haalde het in 1963 al de tweede plaats in elf weken. Billy J. Kramer with The Dakotas hield hem van de eerste plaats af met Bad to Me. In Nederland en België werd I'm telling you now geen hit.

### NPO Radio 2 Top 2000
I'm telling you now stond alleen in 2000 in de NPO Radio 2 Top 2000, op plek 1940.